# Ангольско-индийские отношения
Ангольско-индийские отношения — двусторонние дипломатические отношения между Анголой и Индией. Государства являются членами Движения неприсоединения. Будучи членом Африканского союза, Ангола поддерживает кандидатуру Индии на постоянное место в составе Совета Безопасности ООН. У Индии имеется посольство в Луанде, а Ангола имеет посольство в Нью-Дели.

## Экономические отношения
В 2005 году компания Rail India стало оказывать услуги по реализации этого проекта и 28 августа 2007 года строительство было завершено. Банк Индии выделил три кредита Анголе в размере 5, 10 и 13,8 млн долларов США для покупки индийской сельскохозяйственной техники и тракторов. В апреле 2005 года Государственный банк Индии открыл своё представительство в Луанде и выделил 5 миллионов долларов США на приобретение тракторов и оборудования из Индии. Затем Государственный банк Индии одобрил получение Анголой кредита в 30 млн долларов США для поддержания промышленности и 15 миллионов долларов США для создания хлопкоочистительного и прядильного производства в Анголе.
В марте 2011 года министерство иностранных дел Индии сделало заявление, что товарооборот между Индией и Анголой составил сумму в 6 млрд долларов США. В соответствии с заявлением индийского посольства в Луанде, правительство Индии выделило кредит в размере 40 миллионов долларов для проекта по реконструкции железной дороги в Анголе, что стало первой крупной инициативой Индии по вложениям средств в экономику Анголы.

### Таблица по товарообороту
|              | 2014-15 | 2015-16 | 2016-17 | 2016-17 | 2017-18 | 2018-19 | 2019-20 | 2020-21(с апреля по февраль 2021) |
| Импорт       | 4617    | 2767    | 2767    | 2596    | 4324    | 4027    | 3649,02 | 1563,47                           |
| Экспорт      | 552     | 223     | 223     | 155     | 235     | 282,36  | 285,10  | 230,30                            |
| Товарооборот | 5169    | 2990    | 2990    | 2751    | 4559    | 4309,36 | 3934,12 | 1793,77                           |